# Olga Gutiérrez
Olga Gutiérrez Iraolagoite (1928 - 10 tháng 3 năm 2015 ) là một ca sĩ pasillo người Argentina-Ecuador.

## Tuổi thơ
Olga Gutiérrez sinh ra ở Quimilí, Santiago del Estero, Argentina vào năm 1928. Cha bà là một chủ trang trại. Từ nhỏ bà đã có mối quan hệ với ca hát, vì ông nội và chú của bà thường hát và chơi nhạc cụ vào cuối tuần. Bà lên hai tuổi khi lần đầu tiên bước lên sân khấu để hát ở quê nhà.

## Sự nghiệp
Năm 18 tuổi, Gutiérrez bắt đầu hát chuyên nghiệp, biểu diễn tại một quán cà phê trong hai tuần, sau đó đến Brazil và sau đó đến Venezuela, lưu diễn một số quốc gia ở Nam Mỹ để tổ chức buổi hòa nhạc. Bà đến Ecuador vào năm 1962, được thuê bởi chính phủ Carlos Julio Arosemena Monroy, nơi bà hát để vinh danh Philippos của Hy Lạp và Đan Mạch, Công tước xứ Edinburgh, chồng của Nữ vương Elizabeth II. Tuy nhiên, bà rất thích đi du lịch đến Mexico để làm phim với Tony Aguilar. Bà trở thành bạn với bộ ba Los Latinos del Andes, được tạo thành từ Eduardo Erazo, Héctor Jaramillo và Homero Hidrovo.
bà đã thu âm với Dàn nhạc Giao hưởng Manageua, sau đó đi đến Panama sau khi Eduardo Erazo nói với bà rằng anh đang làm việc miễn phí với Los Latinos del Andes, và đưa họ đến Manageua nơi họ thu âm các bài hát của họ. Sau đó, bà đưa họ đến Mexico, nơi họ thành lập nhóm Los Brillantes, làm việc được 1 năm, sau đó lưu diễn ở Venezuela và Panama. Bà ở lại với nhóm trong suốt những năm 1960 và 70, với các buổi biểu diễn ở New York, Bogotá, Thành phố Mexico và San José, Costa Rica. Họ đã thu âm một số album, với các bài hát như "Horas de pasión", "Te digo corazón", "Esta pena mía" và "Vasija de barro". Sau đó Gutiérrez trở lại Ecuador với tư cách là một nghệ sĩ độc tấu, và với sự giúp đỡ của Ernesto Albán, đã tổ chức các buổi hòa nhạc tại các thị trấn khác nhau trong nước. Bà đã trở thành một người Ecuador bị quốc hữu hóa vào năm 2004, do sự thường trực của bà là một cư dân trong nước và sự thích thú khi làm việc cùng với Albán và hình thức âm nhạc quốc gia (pasillo). Bà cũng thành lập một bộ đôi với Kiko González tên là Olga và Kiko, lưu diễn ở Hoa Kỳ và Châu Âu.
Năm 1966, bà đại diện cho Ecuador tại Liên hoan Âm nhạc và Bài hát, ở Hollywood, nơi bà đã giành được giải thưởng de France.

## Cuộc sống cá nhân
bà có mối quan hệ với Héctor Jaramillo và đã kết hôn với Kiko González trong 39 năm.

## Qua đời
Năm 2003, bà được chẩn đoán mắc bệnh tiểu đường và do đó, chân phải của bà bị cắt cụt vào năm 2008  Năm 2005, bà được mệnh danh là Đại sứ Âm nhạc Quốc gia và được trao giải thưởng Rosa Campuzano. Vào ngày 14 tháng 10 năm 2010, bà được nhóm văn hóa Los Trovadores đặt tên là Nữ hoàng Pasillo của Ecuador. Năm 2011, bà xuất hiện cùng Juan Fernando Velasco, nơi anh chơi bài hát "Acuérdate de mi" của cô. Olga Gutiérrez qua đời vào ngày 10 tháng 3 năm 2015, tại Bệnh viện del Seguro ở Guayaquil, do phù phổi và viêm phế quản phổi, biến chứng do bệnh tiểu đường mà bà phải chịu đựng trong hơn một thập kỷ.